# IC 4845
IC 4845 је спирална галаксија у сазвјежђу Паун која се налази на листи објеката дубоког неба у Индекс каталогу.
Деклинација објекта је - 60° 23' 20" а ректасцензија 19h 20m 22,1s. Привидна величина (магнитуда) објекта IC 4845 износи 11,6 а фотографска магнитуда 12,4. IC 4845 је још познат и под ознакама ESO 141-54, IRAS 19159-6028, PGC 63081.